# Stiriodes umbria
Stiriodes umbria är en fjärilsart som beskrevs av Druce 1898. Stiriodes umbria ingår i släktet Stiriodes och familjen nattflyn. Inga underarter finns listade i Catalogue of Life.